# Dryopteris pallida
Dryopteris pallida är en träjonväxtart. Dryopteris pallida ingår i släktet Dryopteris och familjen Dryopteridaceae.

## Underarter
Arten delas in i följande underarter:
- D. p. balearica
- D. p. libanotica
- D. p. pallida
- D. p. raddeana